# Ганя, Кристиан
Кристиан Ганя (рум. Cristian Ganea; 24 мая 1992, Бистрица) — румынский футболист, защитник греческого клуба Панатинаикос и сборной Румынии.

## Биография

### Клубная карьера
Родился в румынском городе Бистрица. Заниматься футболом начинал в Румынии, но в раннем возрасте переехал с родителями в Испанию. В 2010 году перешёл в молодёжный состав клуба «Мальорка». Спустя сезон подписал с «Мальоркой» полноценный контракт, но за клуб не играл. Профессиональную карьеру начал выступая в аренде за клуб Терсеры «Сантаньи», в котором провёл полтора сезона.
Зимой 2013 года вернулся в Румынию, подписав контракт с клубом второй лиги «Тыргу-Муреш». Летом того же года перешёл в другой клуб второй лиги «Университатя» Крайова, в составе которого добился выхода в высшую лигу, при этом сам Ганя остался во второй лиге, подписав контракт с клубом «Сэгята». Зимой 2015 года стал игроком клуба высшей лиги «Брашов», за который в оставшейся части сезона сыграл 16 матчей и забил 2 гола. Летом футболист перешёл в «Вииторул». В его составе он стал чемпионом Румынии в сезоне 2016/17, а всего провёл в команде три сезона.
Летом 2018 года Ганя подписал контракт с клубом «Атлетик Бильбао». Его переход в команду стал возможен, поскольку часть детства он провёл в Басаури и занимался футболом в баскских командах, при этом он стал первым румыном в составе команды. Единственный матч за «Атлетик» в чемпионате Испании провёл 3 декабря, появившись в стартовом составе на игру с «Леванте», в которой был заменён на 50-й минуте. За неделю до этого он также выходил в кубковом матче против «Уэска». В январе 2019 года Ганя был отдан в аренду до конца сезона в клуб Сегунды «Нумансия», где сыграл 17 матчей. Вернувшись из аренды, за «Атлетик» больше не играл и зимой 2020 года вновь был отдан в аренду на полгода в румынский «Вииторул». Летом того же года перешёл в греческий «Арис» Салоники.

### Карьера в сборной
Дебютировал за сборную Румынии 13 июня 2017 года в товарищеском матче со сборной Чили (3:2), в котором отметился голевой передачей и был заменён на 70-й минуте. Осенью того же года Ганя принял участие в 4 матчах сборной, в том числе в трёх в рамках отборочного турнира чемпионата мира 2018, однако затем долгое время не вызывался в национальную команду. Вернулся в сборную в ноябре 2020 года, сыграв в товарищеском матче со сборной Беларуси и матче Лиги наций УЕФА против Северной Ирландии.

## Достижения
«Вииторул»
- Чемпион Румынии: 2016/17